# Río Mala
Der Río Mala ist ein etwa 123 km langer Zufluss des Pazifischen Ozeans im Südwesten von Peru in den Provinzen Huarochirí, Yauyos und Cañete im Süden der Verwaltungsregion Lima.

## Flusslauf
Der Río Mala entspringt in der peruanischen Westkordillere auf einer Höhe von etwa 3850 m, 95 km östlich der Landeshauptstadt Lima. Er fließt anfangs in überwiegend südlicher Richtung durch das Bergland. Er passiert die Ortschaften Huarochirí und San Lorenzo de Quinti. Bei Flusskilometer 68 mündet der Río Ayavirí, der bedeutendste Nebenfluss des Río Mala, von links in den Fluss. Anschließend wendet sich der Río Mala nach Südwesten. Er mündet schließlich nahe der Kleinstadt Mala in den Pazifischen Ozean. Auf den unteren 20 Kilometern wird im Flusstal des Río Mala bewässerte Landwirtschaft betrieben.

## Einzugsgebiet und Hydrologie
Das Einzugsgebiet des Río Mala umfasst eine Fläche von 2476 km². Weiter nördlich verläuft der Río Lurín, weiter südlich der Río Cañete. Das Einzugsgebiet reicht im Osten bis zu den Bergen Nevado Ticlla und Llongote. Der mittlere Abfluss am Pegel La Capilla, 29 km oberhalb der Mündung, beträgt 14,8 m³/s. Das Flusssystem wird hauptsächlich von Niederschlägen gespeist, die zwischen Dezember und April in den höheren Lagen des Einzugsgebietes fallen.